# 竹内俊吉
竹内 俊吉（たけうち しゅんきち、1900年2月5日 - 1986年11月8日）は日本の政治家、文人。青森県知事、青森放送会長などを務めた。長男の竹内黎一も政治家で、科学技術庁長官などを務めた。

## 来歴・人物
1900年、青森県西津軽郡出精村（後の木造町、現在のつがる市）の農家に生まれる。尋常小学校卒業後、三田英学校を中退し、1925年に東奥日報に入社。『サンデー東奥』編集責任者、社会部長、整理部長、取締役を歴任。1940年に退社（後に顧問）。青森県議会議員を経て、1942年の第21回衆議院議員総選挙で翼賛政治体制協議会の推薦を受け、初当選。
第二次世界大戦後は公職追放されたが、追放解除後に民主党公認で出馬した1955年より衆議院青森県第2区で3期連続で当選。第2次岸内閣で外務政務次官、第2次池田内閣第2次改造内閣で大蔵政務次官を歴任。
一方、1953年9月26日から1962年10月28日までラジオ青森→青森放送社長、後に会長を歴任。
前知事の山崎岩男が病に倒れたのを受け、自民党の候補者調整が難航した後に県連会長として事態を収拾する形で1963年の青森県知事に出馬・当選。むつ小川原開発計画を推進。「待ちの政治家」と呼ばれた。4期16年にわたる任期の後、副知事だった北村正哉を後継者に指名して引退。1986年11月8日に急性心不全のため逝去。86歳没。
大の相撲好きで、昭和初期の大ノ里や清水川、鏡岩を始め、多くの青森県出身力士と深い交遊があり、津軽出身の横綱：2代目若乃花幹士の後援会長も務めていたこともあった。

### 文人として
竹内は文人としても知られ、青年時代から短歌・俳句を投稿・発表したりしていた。東奥日報時代に文学雑誌『座標』を創刊し、小説家として東奥日報紙上に『海峡』を連載していたこともある。
政治家となってからも公務の傍らに油絵を描いて政界での展覧会に出品したり、俳句誌『春燈』に投稿を続けるなど精力的な文化活動も続けていた。
また、竹内は棟方志功（版画家）、成田雲竹（民謡歌手）を発掘し、その才能を認めて世に出る後押しをした人物でもあった。
竹内の生誕110周年であった2010年には、青森県近代文学館にて『竹内俊吉生誕110年展』が開催された。

## 著書
- 句集『雪』青い森社、1949年。
- 『青森に生きる』竹内俊吉 淡谷悠蔵対談集、毎日新聞社、1981年。
- 『竹内俊吉の世界』青森放送、1988年。

## 関連人物
- 川合勇太郎 - 民俗学者。東奥日報三本木支局長。東奥日報時代に交流があった。